# Boško Bursać
Boško Bursać (Servisch: Бошко Бурсаћ) (Isjek, Bosansko Grahovo, 22 augustus 1945 – Arnhem, 8 april 2020) was een in Bosnië geboren Servisch voetballer en scout. Zijn grootste successen had hij bij HNK Rijeka en Vitesse. Ook is hij nog altijd topscorer aller tijden bij Rijeka. 

## Carrière

### Joegoslavië
Bursać werd geboren in het huidige Bosnische dorpje Isjek, binnen de gemeentegrenzen van Bosansko Grahovo, vlak bij de grens met wat nu Kroatië is. Al op tweejarige leeftijd verhuisde hij met zijn ouders naar het Servische Vojvodina, waar Bursać ook zou opgroeien. Bursać doorliep de jeugdopleiding van Proleter Zrenjanin, waarvoor hij echter nooit zijn debuut in het eerste elftal zou maken. Op zijn 19e werd Bursać weggeplukt door HNK Rijeka. Bij deze club maakte Bursać een zeer succesvolle periode door. Bursać scoorde in zes seizoenen 82 keer, waardoor hij tot op heden de clubtopscorer aller tijden is van HNK Rijeka. Met HNK Rijeka eindigde Bursac als 4de in de Joegoslavische hoogste klasse in de seizoenen 1964-1965 en 1965-1966. Ondanks de interesse van de toenmalige Joegoslavische topclubs als Rode Ster Belgrado en Hajduk Split vertrok Bursać in 1972 naar HNK Zagreb. De aanvaller maakte echter sportief gezien een mindere periode mee ondanks aanvankelijk promotie naar de hoogste klasse in het seizoen 1972-1973, en speelde slechts 2 seizoenen voor deze club, die in het seizoen 1973-1974 al weer degradeerde.

### Nederland
In 1974 haalde landgenoot en toenmalig Vitesse-trainer Ned Bulatović hem naar Arnhem. Bursać scoorde zijn eerste doelpunt voor Vitesse direct in zijn debuutwedstrijd tegen NEC. De spits voelde zich thuis bij Vitesse en liet dat zien door het maken van doelpunten en sterk spel. In zijn eerste seizoen bij Vitesse, 1974-1975, kwam Bursać tot 13 doelpunten, Vitesse eindigde als 3de in de eerste divisie en speelde in de nacompetitie. In het seizoen 1975-1976 eindigde Vitesse als 5de in de eerste divisie. Twee seizoenen later, in 1976/1977, had Bursać met zijn 20 doelpunten een belangrijk aandeel in het kampioenschap van de Eerste divisie. In de drie seizoenen in de Eredivisie die zouden volgen, scoorde Bursać in totaal 22 maal. In het seizoen 1977-1978 behaalde Vitesse een 9de plaats in de eredivisie, waarmee in de middenmoot werd geëindigd, een goed resultaat. De 2 seizoenen 1978-1979 en 1979-1980 ging het geleidelijk aan wat bergafwaarts met Vitesse, met een 14de plaats in 1978-1979 en een 17de plaats, 1 na laatste, in het seizoen 1979-1980, waardoor Vitesse degradeerde naar de 2de klasse van het betaald voetbal, de eerste divisie; het doelsaldo, -24 (35-59) was overigens helemaal nog niet zo slecht voor een degradant. In het seizoen 1979/1980 raakte Bursać uit de gratie bij toenmalig trainer Henk Wullems, waardoor hij weinig wedstrijden speelde. Na de degradatie uit de Eredivisie van Vitesse in datzelfde seizoen, besloot Bursać zijn actieve voetbalcarrière te beëindigen. Bursać keerde terug naar het Kroatische Rijeka. Maar door het uitbreken van de Joegoslavische burgeroorlog in 1991 vluchtte hij terug naar Nederland. Door de hulp van Henk Bosveld en Herman Veenendaal vond hij onderdak in Arnhem.

### Scout
Midden jaren 90 werd hij door Veenendaal voorgedragen als scout bij Vitesse. Die functie behield hij tot 2015. Tot de spelers die hij scoutte behoorden Nikos Machlas, Dejan Čurović, Marko Perović, Mahamadou Diarra, Theo Janssen en Nicky Hofs. Daarnaast heeft hij in het verleden een poging gewaagd om Zlatan Ibrahimović onder te brengen bij Vitesse. Bursać was direct overtuigd van de toenmalig Malmö-speler, maar Vitesse toonde geen interesse. Niet veel later tekende Ibrahimović een contract bij Ajax. Door zijn rol als speler en scout groeide Bursać uit tot een van de boegbeelden van de club. Hij werd ook benoemd tot Zilveren Vitessenaar. In de zomer van 2015 zond FOX Sports de documentaire Bosko, spits van de Balkan uit.

### Na zijn carrière
De laatste jaren van zijn leven leed hij aan dementie. Boško Bursać overleed in 2020 op 74-jarige leeftijd aan de gevolgen van een longontsteking.

## Erelijst
- Topscorer aller tijden HNK Rijeka
- Kampioen Eerste divisie: 1977

## Persoonlijk
Bursać was de vader van spelersmakelaar Aleksandar Bursać.